# Romagnieu
Romagnieu és un municipi francès situat al departament de la Isèra i a la regió d'Alvèrnia-Roine-Alps. L'any 2007 tenia 1.379 habitants.

## Demografia

### Població
El 2007 la població de fet de Romagnieu era de 1.379 persones. Hi havia 530 famílies de les quals 116 eren unipersonals (64 homes vivint sols i 52 dones vivint soles), 165 parelles sense fills, 217 parelles amb fills i 32 famílies monoparentals amb fills.
La població ha evolucionat segons el següent gràfic:
Habitants censats

### Habitatges
El 2007 hi havia 634 habitatges, 535 eren l'habitatge principal de la família, 59 eren segones residències i 40 estaven desocupats. 607 eren cases i 20 eren apartaments. Dels 535 habitatges principals, 459 estaven ocupats pels seus propietaris, 60 estaven llogats i ocupats pels llogaters i 16 estaven cedits a títol gratuït; 4 tenien una cambra, 12 en tenien dues, 47 en tenien tres, 133 en tenien quatre i 339 en tenien cinc o més. 424 habitatges disposaven pel capbaix d'una plaça de pàrquing. A 230 habitatges hi havia un automòbil i a 268 n'hi havia dos o més.

### Piràmide de població
La piràmide de població per edats i sexe el 2009 era:
| Homes | Edats   | Dones |
| ----- | ------- | ----- |
| 0     | 95 o +  | 0     |
| 0     | 90 a 94 | 4     |
| 0     | 85 a 89 | 0     |
| 4     | 80 a 84 | 4     |
| 24    | 75 a 79 | 28    |
| 32    | 70 a 74 | 28    |
| 32    | 65 a 69 | 32    |
| 16    | 60 a 64 | 36    |
| 28    | 55 a 59 | 32    |
| 64    | 50 a 54 | 68    |
| 60    | 45 a 49 | 40    |
| 60    | 40 a 44 | 44    |
| 48    | 35 a 39 | 56    |
| 32    | 30 a 34 | 44    |
| 32    | 25 a 29 | 20    |
| 32    | 20 a 24 | 20    |
| 32    | 15 a 19 | 40    |
| 40    | 10 a 14 | 56    |
| 48    | 5 a 9   | 40    |
| 24    | 0 a 4   | 32    |

## Economia
El 2007 la població en edat de treballar era de 937 persones, 681 eren actives i 256 eren inactives. De les 681 persones actives 640 estaven ocupades (362 homes i 278 dones) i 41 estaven aturades (15 homes i 26 dones). De les 256 persones inactives 101 estaven jubilades, 84 estaven estudiant i 71 estaven classificades com a «altres inactius».

### Ingressos
El 2009 a Romagnieu hi havia 538 unitats fiscals que integraven 1.428,5 persones, la mediana anual d'ingressos fiscals per persona era de 18.859 €.

### Activitats econòmiques
Dels 66 establiments que hi havia el 2007, 1 era d'una empresa extractiva, 6 d'empreses de fabricació d'altres productes industrials, 12 d'empreses de construcció, 11 d'empreses de comerç i reparació d'automòbils, 3 d'empreses de transport, 5 d'empreses d'hostatgeria i restauració, 1 d'una empresa d'informació i comunicació, 2 d'empreses financeres, 5 d'empreses immobiliàries, 7 d'empreses de serveis, 5 d'entitats de l'administració pública i 8 d'empreses classificades com a «altres activitats de serveis».
Dels 20 establiments de servei als particulars que hi havia el 2009, 2 eren tallers de reparació d'automòbils i de material agrícola, 1 taller d'inspecció tècnica de vehicles, 4 paletes, 3 fusteries, 1 lampisteria, 2 electricistes, 1 perruqueria, 3 restaurants, 1 agència immobiliària i 2 salons de bellesa.
L'any 2000 a Romagnieu hi havia 50 explotacions agrícoles que ocupaven un total de 798 hectàrees.

## Equipaments sanitaris i escolars
L'únic equipament sanitari que hi havia el 2009 era una ambulància.
El 2009 hi havia una escola elemental.

## Poblacions més properes
El següent diagrama mostra les poblacions més properes.